# Aglientu
Aglientu est une commune de la province de Sassari dans la région Sardaigne en Italie.

## Administration
| Période                                  | Période  | Identité         | Étiquette | Qualité |
| ---------------------------------------- | -------- | ---------------- | --------- | ------- |
| 27 mai 2003                              | En cours | Pietro Giorgioni |           |         |
| Les données manquantes sont à compléter. |          |                  |           |         |

### Hameaux
Portobello, Monti Russu Littigheddu, Vignola Mare

### Communes limitrophes
Aggius, Luogosanto, Santa Teresa Gallura, Tempio Pausania, Trinità d'Agultu e Vignola

### Évolution démographique
Habitant recensés